# ラハシア
『ラハシア』(Rahasia) は、ダンジョンズ&ドラゴンズ・ファンタジー・ロールプレイングゲームのベーシック・ルール・セット向けに、1984年にTSRが出版したモジュールである。その製品番号はTSR 9115であった。小冊子はトレイシー・ヒックマンとローラ・ヒックマンがデザインし、アートワークはジェフ・イーズリーとティモシー・トルーマンが担当した。
1987年には『ラハシア』というタイトルで日本語版が出版された。

## プロット概要
RPGA1時代のRahasiaでは、勇者達は誘拐されたエルフの少女を救出しようと努力し、そのためには彼らは神聖なブラックロック神殿に入り、呪いを破り、邪悪なラヒブを捕らえねばならない:146ページ。
改定されたモジュール、B7 ラハシアでは、冒険者は邪悪なクレリックに支配された善のエルフ神殿下のダンジョンに捕らわれている、誘拐されたエルフの女性達を救出せねばならない:135ページ。
エルフの村が、ラヒブとのみ知られている暗黒の司祭によって脅迫されている。彼は既に村で最もきれいな少女2人を誘拐し、今やその2人を釈放する代わりに、最高に美しいエルフであるラハシアが自分の元にやって来るよう要求している。プレイヤーキャラクターは、ラハシアの助力の嘆願を知った時、この冒険に引き込まれる。捕らえられた少女達を解放する唯一の方法は、山の中に埋もれたウィザードの塔の廃墟上に建設された古い神殿に侵入することである。

## 出版履歴
Rahasiaの原型はローラ・ヒックマンによって執筆され、1979年にDaystar West Mediaが32ページの小冊子として最初に出版した:174ページ。Daystar West Mediaはトレイシー・ヒックマンの個人経営出版社である。RahasiaはNight Ventures系列シナリオの最初のものであった:174ページ。
ヒックマン夫妻は、共同でデザインした最初の2つの冒険であるRahasiaとPharaohを私的に出版することに決め、それは彼らに地方レベルの名声を与えた。しかし、トレイシーが共同経営者と事業をはじめた時災難は襲いかかった。碌でもない共同経営者は$30,000の不渡り小切手の存在を隠したままヒックマン夫妻から逃走した。彼らは破産に追いやられ、そしてトレイシーは「文字通り私が子供達の靴を買うことができるように」、彼らのモジュールをTSRに売ることに決めた。TSRはそのモジュールを買い上げることに決めたのみならず、まさにトレイシーをゲームデザイナとして雇用した。彼はこの出来事について語った。「彼らは、もし私がこの会社の一員なら、私の冒険を出版するのは簡単なことだろうと言ったんだ。だから私達はユタ州からウィスコンシン州に移ったのさ」。
トレイシーとローラ・ヒックマンはRahasiaを描き改め、これは1983年にTSRから16ページの冊子に外装カバーの形式で出版され、RPGA会員のみを対象とした限定版として販売された:146ページ。1984年に、TSRはRPGA1 Rahasiaと第二のトーナメント用モジュールRPGA2 Black Opal Eyeを編集し、B7 Rahasiaとして連結した冒険を出版した。これは32ページの小冊子に外装カバーの形式で、カバーアートはジェフ・イーズリー、本文イラストはイーズリーとティモシー・トルーマンが担当した:135ページ 。
1987年11月、株式会社新和が日本語版を出版した。
このモジュールは後に、1987年の再編集モジュール、B1-9 In Search of Adventureに採用された。

### クレジット
デザイン:トレイシー・ヒックマン、ローラ・ヒックマン

編集:カーチス・スミス

カバーアート:ジェフ・イーズリー

本文イラスト:ジェフ・イーズリー、ティモシー・トルーマン

地図製作:デイビッド・S・「ディーゼル」・ラフォース、デイビッド・C・サザーランド3世

美術指導:ルース・ホイヤー
ISBN 0-88038-113-2

## 評判
ウェイン・リーゴンは、ザ・スペース・ゲーマー誌73号でこの冒険を論評した。リーゴンは「興味深い複雑な神殿と良い物語の組み合わせが、このモジュールを素晴らしいものにしている。敵役はうまく描写されており、そして明確な目的を持っている」。彼は、敵の殺害に重点を置いておらず、プレイヤーが思考することを余儀なくさせるため、これは全般的に見て良いモジュールであったと考えた。
ドラゴン誌128号（1987年12月）のB1-9 In Search of Adventureへの論評において、ケン・ロルストンはRahasiaをこの編纂物のうち「2つの非常に素晴らしい冒険」の1つ、「トレイシー・ヒックマンによる優れた低レベル向けFRPGシナリオ」と述べた。